# 格拉本施泰滕
格拉本施泰滕是德国巴登-符腾堡州的一个市镇。总面积14.53平方公里，总人口1537人，其中男性790人，女性747人（2011年12月31日），人口密度106人/平方公里。